# Charlotte Knight (botaniste)
Pour les articles homonymes, voir Knight.
Charlotte Knight (vers 1801–1842), connue après son mariage sous le nom de Charlotte, Lady Rouse-Boughton, est une horticultrice britannique qui cultive la cerise Waterloo (également connue sous le nom de cerise noire précoce).

## Origines
Elle est la plus jeune fille et héritière du botaniste Thomas Andrew Knight, membre d'une riche dynastie de maitre de forge fondée par son grand-père Richard Knight de Bringewood Ironworks dans le Shropshire. Son père est l'héritier de son frère l'amateur d'art Payne Knight (décédé en 1824), député qui a reconstruit le Château de Downton dans le Shropshire.

## Carrière
Âgée de seulement 16 ans en 1817, Knight reçoit la médaille d'argent de la Horticultural Society of London (maintenant la Royal Horticultural Society) en reconnaissance de la qualité de la cerise Waterloo. Son père, lui-même botaniste réputé, écrit en 1816 que la nouvelle variété « est issue d'une graine de l'Ambrée du Hamel et du pollen du May-Duke ». Il est nommé d'après la bataille de Waterloo, qui a eu lieu deux ans auparavant en 1815, car il a d'abord fructifié à Elton Hall dans le Herefordshire quelques jours après la défaite de Napoléon lors de cette bataille. Elle mûrit tôt, de fin juin à début juillet.
Knight est mentionnée dans les Transactions of the Horticultural Society of London  qui est publié en 1818. Cela lui vaut le mérite d'avoir élevé la cerise noire précoce  autrement connue sous le nom de cerise de Waterloo.
L'écrivain et jardinier Christopher Stocks note dans son livre Forgotten Fruits (2008) que Charlotte Knight "mérite une reconnaissance posthume" compte tenu de la rareté pour les femmes de générer de nouveaux cultivars : "de toutes les centaines de variétés de fruits et légumes dans ce livre, Waterloo est la seule à ne pas avoir été créée par un homme".

## Mariage et enfants
En 1824, elle épouse William Edward Rouse-Boughton, 2e et 10e baronnet (1788–1856), député d'Evesham dans le Worcestershire, dont elle a trois fils et cinq filles, dont:
- Charles Henry Rouse-Boughton, 3e et 11e baronnet (1825–1906), fils aîné et héritier.
- Andrew Johnes Rouse Boughton, qui hérite du Château de Downton dans le Shropshire, l'un des domaines Knight hérités de sa mère, et adopte le nom de famille Knight[7].

Elle est enterrée dans l'église paroissiale de Rous Lench, Worcestershire. Un portrait de Lady Rouse-Boughton, peint par Henry Collen et gravé par John Cochran, est publié dans le Court Magazine en juillet 1834. Une copie se trouve à la National Portrait Gallery de Londres qui possède également deux photographies de sa fille Catherine.